# 몽구스 (밴드)
몽구스는 대한민국의 모던 록 밴드이다. [2003년] 형 김준수가 건반을 맡고, 동생 김준기가 드럼을 맡은 팀으로 시작되었다. 2004년 베이스에 박희정을 영입하여 현재 3명의 구성원으로 구성되어 있다. 건반이 주도하는 몽환적인 모던록을 구사한다.

## 멤버
몬구(김준수) - 건반 & 보컬
링구(김준기) - 드럼 & 보컬
슈샤드(박희정) - 베이스 & 보컬

## 음반 목록
1. 《Early Hits Of The Mongoose》 2004년 8월 20일 비트볼뮤직
2. 《Dancing Zoo》 2005년 7월 25일 비트볼뮤직
3. 《The Mongoose》 2007년 2월 15일 비트볼뮤직

## 수상 경력
- 2006년 한국대중음악상 최우스 모던록 앨범부분 - 《Dancing Zoo》.